# Ludwig von Höhnel
Ludwig Ritter von Höhnel (Preßburg, 6 de agosto de 1857 - Viena, 23 de marzo de 1942) fue un oficial naval y explorador austriaco, recordado por haber participado en dos viajes de exploración al África ecuatorial. El primero, en el norte de Kenia, en 1887-88, en el que fueron los primeros europeos en ver y nombrar el lago Rudolf (hoy lago Turkana) y el lago Estefanía (actual lago Chew Bahir, en Etiopía). El segundo, entre 1892 y 1894, en el que exploró el territorio cercano al monte Kilimanjaro con el magnate estadounidense William Astor Chanler. Su hermano fue el naturalista Franz Xaver Rudolf von Höhnel (1852-1920).

## Biografía

### Viaje con Teleki

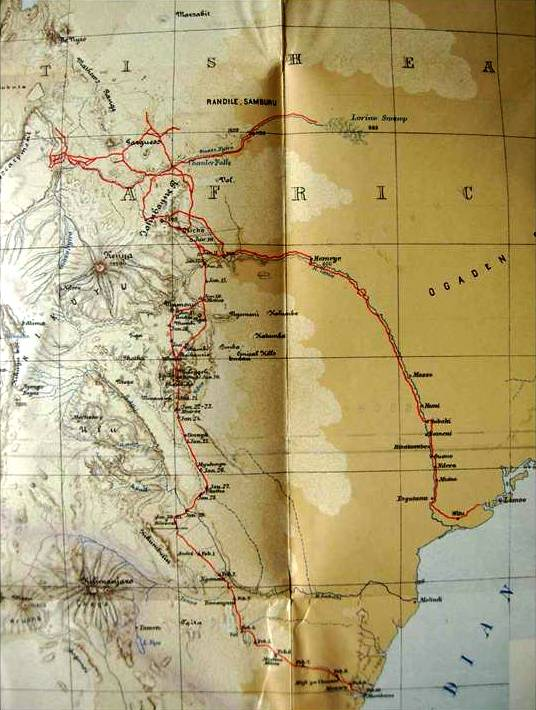
Mapa del viaje de exploración del África Oriental realizado por Chanler y von Höhnel, 1892-1894. (Del libro Through Jungle and Desert (1896).

Ludwig Ritter von Höhnel se formó en la academia naval en Rijeka, entonces parte del imperio austríaco. Fue elegido para acompañar como cartógrafo, científico y diarista, y segundo al mando, a la expedición al norte de Kenia dirigida por el conde Sámuel Teleki de Szék, patrocinada por el príncipe heredero Rodolfo de Habsburgo, hijo del emperador-rey austrohúngaro Francisco José I de Austria.
Partieron de la ciudad costera de Pangani (Tanzania) en febrero de 1887, con cerca de cuatrocientos porteadores, remontando el curso del río Ruvu. Fueron los primeros europeos de los que hay constancia que reconocieron una gran parte del Rift de África Oriental. Teleki fue el primero en llegar a la línea de nieve en el monte Kilimanjaro, a 5.300 m, y el primer explorador europeo en poner pie en el monte Kenia, subiendo hasta cerca de 4.300 m. Más tarde se dirigieron hacia el norte, siguiendo el sistema fluvial interior, para descubrir el 5 de marzo de 1888 el último de los Grandes Lagos de África, conocido como el mar de Jade por el conde Teleki, que lo nombró después como lago Príncipe Rudolf, en honor de su amigo. El lago fue renombrado en 1975 como Turkana, por la tribu que habita en sus orillas. Las partidas de Teleki y von Höhnel en el sur de Etiopía también dieron a conocer un lago más pequeño, llamado Stefanie por la princesa Estefanía de Bélgica, esposa del príncipe Rudolf, que ahora se llama lago Chew Bahir.
Teleki y Höhnel realizaron muchas observaciones sobre el clima, la flora y la fauna de los territorios visitados. Recogieron más de cuatrocientos objetos etnográficos, la mayoría de ellos procedentes de las tribus masái y kikuyu, y regresaron con una valiosa colección de plantas y animales. Sus observaciones supusieron una importante contribución al conocimiento etnográfico. Los resultados científicos del viaje fueron publicados por Höhnel en varios artículos y en un libro escrito en alemán, y luego traducido al húngaro e inglés, titulado Zum Rudolph-See und Stephanie-See [Del lago Rodolfo y el lago Stefanie] (1892).

### Viaje con Chanler
Entre 1892 y 1894 von Höhnel exploró el territorio en las cercanías del monte Kilimanjaro con el magnate estadounidense William Astor Chanler. Viajaron hacia el interior desde la costa, cartografiando la zona nororiental del macizo del monte Kenia, el río Nyiro Guasso (o Ewaso Ng'ir), el pantano de Lorian, el río Tana, el lago Rudolph y el lago Stefanie. Fueron los primeros occidentales que entraron en contacto con los tigania, los igembe meru y los rendille. La expedición quedó detenida finalmente en lo que hoy es el Distrito Norte Meru, en Kenia, debido a la muerte de todos sus animales de carga, ciento sesenta y cinco, probablemente debido a la tripanosomiasis, y a la deserción de muchos de los doscientos porteadores. El 24 de agosto de 1893 von Höhnel fue corneado por un rinoceronte y se vio obligado a abandonar a Chanler y volver a Zanzíbar, regresando luego a Viena, donde llegó en febrero de 1894. Durante esta expedición, Höhnel y Chanler exploraron más de 6.500 km2 de territorio previamente no cartografiado.
Varios especímenes donados al Smithsonian eran especies previamente desconocidas, incluidas dos especies de mariposas y dos especies de reptiles. El camaleón de África Oriental, conocido como camaleón de Höhnel (Trioceros hoehnelii), lleva su nombre.

### Vida posterior
Después de recuperarse de sus heridas, von Höhnel fue asignado como oficial a bordo de la corbeta SMS Donau, y viajó por el Mediterráneo y a lo largo de la costa occidental de África, hasta el sur de Camerún, y luego a través del Atlántico hasta el Caribe, Nueva York y Newport. Durante el viaje, von Höhnel conoció al futuro presidente de los EE. UU. Theodore Roosevelt, que estaba entonces, en sus palabras, en la «temida» comisaría de policía de Nueva York. Fue luego asignado como oficial de cubierta de la nave casamata SMS Tegetthoff, cuyo director ejecutivo era el comandante Anton Haus, futuro comandante de la marina austrohúngara.
En 1899 von Höhnel se convirtió en ayudante de campo de Francisco José I de Austria y entre 1905 y 1909 lideró una delegación oficial austrohúngara ante el emperador Menelik II de Etiopía. Comandó el crucero austrohúngaro SMS Panther en un viaje a Australia y la Polinesia. Von Höhnel jugó un papel decisivo en la introducción de la gamuza en Nueva Zelanda, donde llegó a bordo del SMS Turakino en 1907. Fue oficial al mando del crucero acorazado SMS Sankt Georg y comandante de la marina de guerra en Pula (Istria). En agosto de 1909 se casó con Valeska von Ostéren y renunció al rango de capitán. Fue ascendido a contraalmirante tres años más tarde, probablemente en reconocimiento a sus labores como ayudante de campo del emperador.
Von Höhnel escribió una autobiografía centrada en los turbulentos años que precedieron a la caída de la monarquía austrohúngara, proporcionando información sobre la exploración africana, la armada austrohúngara y personalidades prominentes de la corte de los Habsburgo, incluyendo al almirante Hermann von Spaun, al almirante Maximilian von Daublebsky Sterneck y a Montecuccoli Rudolf. El manuscrito completo estuvo en poder de la familia de William Astor Chanler durante muchas décadas y fue finalmente publicado en el año 2000.

## Publicaciones
- Discovery of lakes Rudolf and Stefanie: a narrative of Count Samuel Teleki's exploring & hunting expedition in Eastern Equatorial Africa in 1887 & 1888, traducido al inglés por Nancy Bell, en 2 vols. (Longmans, 1896). Original en alemán: Zum Rudolph-See und Stephanie-See, 1892.
- Over Land and Sea: Memoir of an Austrian Rear Admiral's Life in Europe and Africa, 1857-1909, ed. Ronald E. Coons y Pascal James Imperato; consulting ed. J. Winthrop Aldrich. New York and London: Holmes & Meier, 2000. Original en alemán: Mein Leben zur See, auf Forschungsreisen und bei Hofe, 1926.